# Фукс, Борис Борисович
Борис Борисович Фукс (род. 18 октября 1926, Томск) — советский, российский и американский иммунолог, биохимик и биотехнолог. Доктор медицинских наук, профессор, заслуженный деятель науки Российской Федерации.

## Биография
В 1931 году семья переехала из Томска в г. Новосибирск. Отец Борис (Бер) Ильич Фукс — хирург, профессор, заведующий кафедрой хирургии в Новосибирском институте усовершенствования
врачей. Мать — Зинаида Львовна Фукс, сначала рыбовод, затем ассистент кафедры гистологии медицинского института. Брат Лев старше на 8 лет. Сын Александр (род. 1951) — физик-вычислитель (Принстонский университет (США), софтверные компании по профилю «физика»).
В 1935 году семья переехала в г. Куйбышев (ныне Самара), где отец и мать заняли те же должности в мединституте.
С началом Отечественной войны в 1941 году брат был призван в армию. В последующем артиллерист подполковник, после войны военпред ЛОМО.
В 1942 году по плану эвакуации учреждения семья переехала в г. Самарканд. Затем отец был направлен на Дальний восток главным хирургом Тихоокеанского военного флота.
Б. Б. Фукс был призван в армию в сентябре 1943 года. Прошел по конкурсу в военно-медицинскую академию им Кирова, где преподавали Академики Орбели, Аничков и другие ученые с мировым именем и члены академий других стран. Академия после прорыва блокады была возвращена в Ленинград.
В 1946 году Б. Фукс был демобилизован по болезни и завершил образование в мединституте.
За этим последовала аспирантура, защита кандидатской диссертации (1951) и работа ассистентом в Институте усовершенствования врачей.
В последующий период (1953—58) заведующий лабораторией гистопатологии в Новосибирском Институте Травматологии и Ортопедии (ВОСХИТО).
В 1958 году заведующий лабораторией гистохимии Института Экспериментальной Биологии и Медицины Сибирского отделения Академии Наук
(СО АН  СССР).
1962 год — основал кафедру Медицинской биологии в Новосибирском Государственном Университете на базе СО АН  СССР в Академгордке.
1960 год — защитил докторскую диссертацию и был избран профессором (1962) в Новосибирском Государственном Университете.
С 1962 года зав. отделом Экспериментальной Биологии и Медицины Института Цитологии и Генетики СО АН  СССР.
В 1964 году переехал в Москву на должность заведующего лабораторией гистохимии (в последующем — клеточной иммунопатологии и биотехнологии) Института морфологии человека АМН СССР.
1994 — постановлением Президента РФ получил звание заслуженного деятеля науки РФ.
1996 год — переехал в США на работу исследователя в компании California, LLC.
В 1998 году перешел на работу на добровольных началах в компанию N-Dia, Inc, а затем в компанию Enzyme, Inc. в г. Бостон, США.

## Награды, премии, почётные звания
Заслуженный деятель науки Российской Федерации: Указ Президента Российской Федерации от 28 октября 1994 г. Удостоверение: 3 № 21548

## Научная деятельность
Роль рибонуклеиновой кислоты в норме и патологии клетки и организма
Описал индукцию синтеза специфического антитела у кролика под влиянием РНК, выделенной из лимфоузлов иммунизированного кролика. Fed Proc Transl Suppl. 1965 Nov-Dec;24(6):1052-1058.
Обнаружил рибонуклеаза-резистентную РНК в теломерах метафазных хромосом лимфоцитов человека (Dokl. Acad. nauk USSR 187, 1969, 919; Exp. Cell Res.79 (1973) 338—342).
В настоящее время теломерная РНК одна из трех компонентов теломер, которые определяют скорость старения и длительность жизни.
Обнаружил и исследовал роль олигорибонуклеотидов в генезе ряда приобретенных и наследственных заболеваний человека (наследственная абиотрофия сетчатки глаз, некоторые нервно-мышечные заболевания), предложил концепцию «диснуклеотидозов» и разработал препарат Энкад для лечения этих болезней. Препарат применяется в клинической практике более 30 лет (Защищен рядом российских патентов, также был International patent, Publication Number WO 89/12689/,1989)
Описал и исследовал феномен мембранотоксичности опухолевой клетки: увеличение проницаемости мембраны лимфоцитов для 12-30 кДа молекул рибонуклеаз под влиянием самой опухолевой клетки и ряда веществ, продуцируемых ею. Феномен прямо относится к механизму подавления иммунитета опухолями. (Biomedical Science 1990, vol.1, pages 261—266; Бюлл. Эксп. Биол. Мед. 1992 Апр; 113 (4): 389-92.Translated by Plenum Publishing Corporation 1992).
Космическая иммунология
Вместе с проф. И. В. Константиновой создали исследовательскую группу, которая, опережая аналогичные группы в Европе и США, 
разрабатывала комплекс проблем новой науки — космической иммунологии. В частности, установили падение активности естественных киллеров (то есть противоопухолевого иммунитета) у космонавтов при длительных полетах. Затем наладили успешную кооперацию с учеными США — NASA, Франции, Швейцарии, и Венгрии по космической иммунологии на базе лаборатории Б.Фукса в ИМЧ АМН СССР. Опубликовали первую в космической иммунологии монографию, суммирующую данные, которые были получены в результате 20 летних исследований иммунитета 
у людей и животных в космосе (The immune system in space and other extreme conditions. Harwood Academic Publishers , Switzerland 1991).
Прикладная иммунология
Разработал метод и технологию изготовления неиммуногенных неотторгаемых коллагеново-эластических протезов-каркасов для трансплантации крупных сосудов, костей сухожилий и роговицы глаза (монография — «Очерки морфологии и гистохимии соединительной ткани». Издательство «Медицина» Ленинград, 1968).
Создание серии гибридом, моноклональных антител и клинических диагностикумов
Тест AmniSure , представленный в американском и международных патентах (US Patent 7,709,272 Фукс et al. May 4, 2012) используется акушерскими клиниками во всем мире.
Он позволяет обнаруживать микро-разрывы плодного пузыря, возникающие у 4-10 % беременных женщин, с точностью близкой к 98 %.

## Преподавание
- 1951—1953 Ассистент кафедры патологической анатомии Института Усовершенствования Врачей г. Сталинск (ныне Новокузнецк)

- 1962 — Основал кафедру медицинской биологии в Новосибирском государственном университете на базе Сибирского отделения АН СССР

- 1992—1995 Профессор Московского физико-технического института. Читал курс иммунологии

- Подготовил 40 кандидатов и докторов наук, успешно работающих в настоящее время в России, США, Европе и Израиле

## Публикации
Опубликовал 350 работ, является автором и соавтором 12 монографий и книг, более 20 изобретений, в том числе одобренных в США, Канаде, Австралии в странах Европы и Азии.

## Некоторые публикации
1. Fuks B. B., Konstantinova I. V., Tsygankov A. P., Immunologic and histochemical study of biosynthesis of specific antibodies induced by RNA from cells of immunized animals. Fed. Proc. Transl. Suppl. 1965 Nov-Dec; 24 (6): 1052-8 PMID 5215174
2. Фукс Б. Б. и Фукс Б. И., Очерки гистохимии соединительной ткани . стр. 1-196, Медицина, Ленинград. 1968
3. Fuchs B. B., Shabanova M., Fedorov S., Krasnopolski J. et al, Patent: Method of obtaining a mixture of ribonucleotides: Int. Publ. Number WO 89/12689 C12P 19/30 // A61K3, DE, GB, HU, JP, US. Date of authorization: June, 14, 1989.
4. Фукс Б. Б., Константинова И. В., Цитохимия иммуногенеза в ординарных и экстремальных условиях, 1973, стр. 1-271, Медицина, Москва.
5. Fuks B. B., Martinez T., Cytochemistry of RNA in metaphase chromosomes of human PHA-blasts. Exper. Cell. Res., 1973, 79, 338—342
6. Бунина Т. Л., Хондкарьян О. А., Коршунова Т. С., Ларский Е. Г., Фукс Б. Б., Лечение амиотрофического латерального склероза рибонуклеотидами (Treatment of amyotrophic lateral sclerosis with ribonucleotides). Журнал Невропатологии и Психиатрии Им. С. С. Корсакова. 1976; 76 (2): 166—174. PMID 1266475
7. Кацнельсон Л. А.,Фукс Б. Б. et al, Непосредственные и отдаленные результаты у больных, леченных препаратом Энкад, с пигментной абиотрофией сетчатки. Вестник Офтальмологии, 1977, No. 7, 14-16, июнь; 10 (3): 273—286
8. Петров Р. В., Фукс Б. Б., Хаитов Р. М., Атауллаханов Р. И., Сидорович И. Г. Регуляторная роль костного мозга в иммуногенезе (Regulatory role of the bone marrow in immunogenesis). 1. Супрессорные клетки костного мозга в культуре in vitro(Bone marrow suppressor cells in the in vitro culture); Журнал Микробиологии, Эпидемиологии и Иммунобиологии, 1978 (апрель); 4: 6-11. PMID 308750
9. Петров Р. В., Сидорович И. Г., Игнатьева Г. А., Фукс B. B., Т х В гибридные клоны, способные ингибировать развитие лейкоза in vivo (T x B hybrid clones capable of inhibiting the development of leukosis in vivo), Доклады Академии Наук СССР, 1983; 269(2):504-508. PMID 6602039
10. Фукс Б. Б., Аврова Н. Ф., Ванько Л. В. et al, Выделение и анализ моноклональных антител против различных ганглиозидов (Isolation and analysis of monoclonal antibodies against various gangliosides). Бюллетень Экспериментальной Биологии и Медицины, 1986 (январь); 101(1): 66-68. PMID 3942818
11. Fuks B. B., Avrova N. F., Starosvetskaya N. A., Boltovskaya M. N. et al. Biochemical and immunochemical analysis of gangliosides of human small cell lung carcinoma: production of monoclonal antibodies against unique marker of small cell lung carcinoma, ganglioside Fuc GM1. Biotechnology And Applied Biochemistry, 1988, р. 273—286
12. Medvedev A. E., Fuks B. B., Rakhmilevich A. L., A study of the action of immunosuppressive factors from tumour cells on lymphocytes and macrophages in vitro and on the graft-versus-host reaction in mice. Biomedical Science 1990 (March); 1(3):261-266
13. Konstantinova I. V., Fuks B. B., The immune system in space and other extreme conditions, 1991, pp.1-258, Harwood Academic Publishers, Switzerland
14. Kaliuzhin O. V., Fuks B. B., Воздействие гидролипофильного баланса производных мурамил дипедида на их взаимодействие биомембранами и на их проникновение в клетки. Бюллетень Экспериментальной Биологии и Медицины, 1996 (декабрь); 122(12):658 — 661; PMID 9280467 PubMed — indexed for MEDLINE.
15. Fuks B. B., Petrunin D, Zaraisky E, Boltovskaya M., Nazimova S., Starosvetskaya N., Konstantinov A., Marshiskaia M., Devices and methods for detecting amniotic fluid in vaginal secretions. United States Patent № 7,709,272, February 14, 2012.
16. Берель Б. Откровения Библии и молекулярная генетика альтруизма. стр. 1-432 , Изд. Ретро. Санкт Петербург, 2010.
17. Берель Б. Стихи: Избранное: извлеченное из времени, длиной в полвека стр. 1-.254. Москва, 1995.
18. Берель Б. Стихи: Летопись полувека в ритме и рифмах. стр. 1-224, Изд. Коста, Санкт Петербург, 2013.
19. Fuks B. B., Genetic and epigenetic programming of human social psychology and behavior. International Journal of Current Science and Technology, 2018; 06(2):551-558.
20. Fuks B. B., Epigenetics of the Jewish people. International Journal of Current Science and Technology, 2018; 06(6):599-603.
21. Генина Е. С., Фукс Б. Б., Биография врача-хирурга Б. И. Фукса в контексте истории советской эпохи. Вестник Кемеровского Государственного Университета; 2017. № 4: 36-45. DOI:10.21603/2078-8975-2017-4-36-45.